# Гольцман, Абрам Зиновьевич
Абра́м Зино́вьевич Го́льцман (1894—1933) — советский хозяйственный и партийный деятель, первый начальник Главного управления гражданского воздушного флота СССР (ГУ ГВФ Аэрофлот).

## Биография
Родился в Одессе в семье рабочего-грузчика. В 1910 году окончил ремесленное училище и, работая на предприятиях, начал заниматься социал-демократической агитацией среди одесских рабочих. Впервые был арестован в 1911 году, осуждён к 1 году каторжных работ; в феврале 1913 года был освобождён, а затем вновь арестован и осуждён к административной высылке в Нарымский край. В 1916 году бежал из ссылки, перейдя на нелегальное положение; в самом начале 1917 года арестован в Харькове, но в марте, после объявления амнистии политическим заключённым, освобождён. С апреля 1917 года член РСДРП(б).
В 1919—1920 годах — председатель ЦК Союза металлистов, в 1920—1921 годах член Президиума ВЦСПС.
Член Центральной контрольной комиссии ВКП(б) (1925—1933). Кандидат в члены Президиума (1927—1930), член Президиума ЦКК ВКП(б) (1930—1933).
Начальник Главного электротехнического управления ВСНХ СССР (1922—1925).
В 1930—1932 гг. — начальник Всесоюзного объединения гражданского воздушного флота (ВО ГВФ).
В 1932—1933 — начальник Главного управления гражданского воздушного флота при Совнаркоме СССР (ГУ ГВФ, сокращенно — Аэрофлот) — органа, отвечавшего за всю деятельность гражданской авиации в Советском Союзе.
Редактор журнала «Хозяйство и управление», член редакции журнала «Наши достижения».
18 августа 1933 г. награждён орденом Ленина — за исключительные заслуги по организации и руководству Гражданским воздушным флотом.
5 сентября 1933 года погиб в авиационной катастрофе под посёлком Лопасня, (ныне город Чехов) Московской области. Урна с прахом А. З. Гольцмана захоронена в Кремлёвской стене.

## Награды
Орден Ленина (18.8.1933)

## Память
В честь А. З. Гольцмана названы острова Гольцмана (Карское море, шхеры Минина, название островам присвоено в 1933 году).